# Wallay
Wallay è un film del 2017 diretto da Berni Goldblat.

## Trama
Un ragazzo di 13 anni è mandato a vivere con una famiglia nelle campagne rurali del Burkina Faso.

## Riconoscimenti e candidature
È stato candidato a: 
- orso di cristallo per miglior film - generazione Kplus al Festival internazionale del cinema di Berlino nel 2017
- miglior primo film al Festival internazionale del cinema di Berlino nel 2017
- tanit d'or per miglior docufilm alle Giornate cinematografiche di Cartagine nel 2017.

Ha vinto: 
- il premio per il pubblico giovanile agli EFA nel 2018.